# Geminiprogrammet
För andra betydelser, se Gemini.

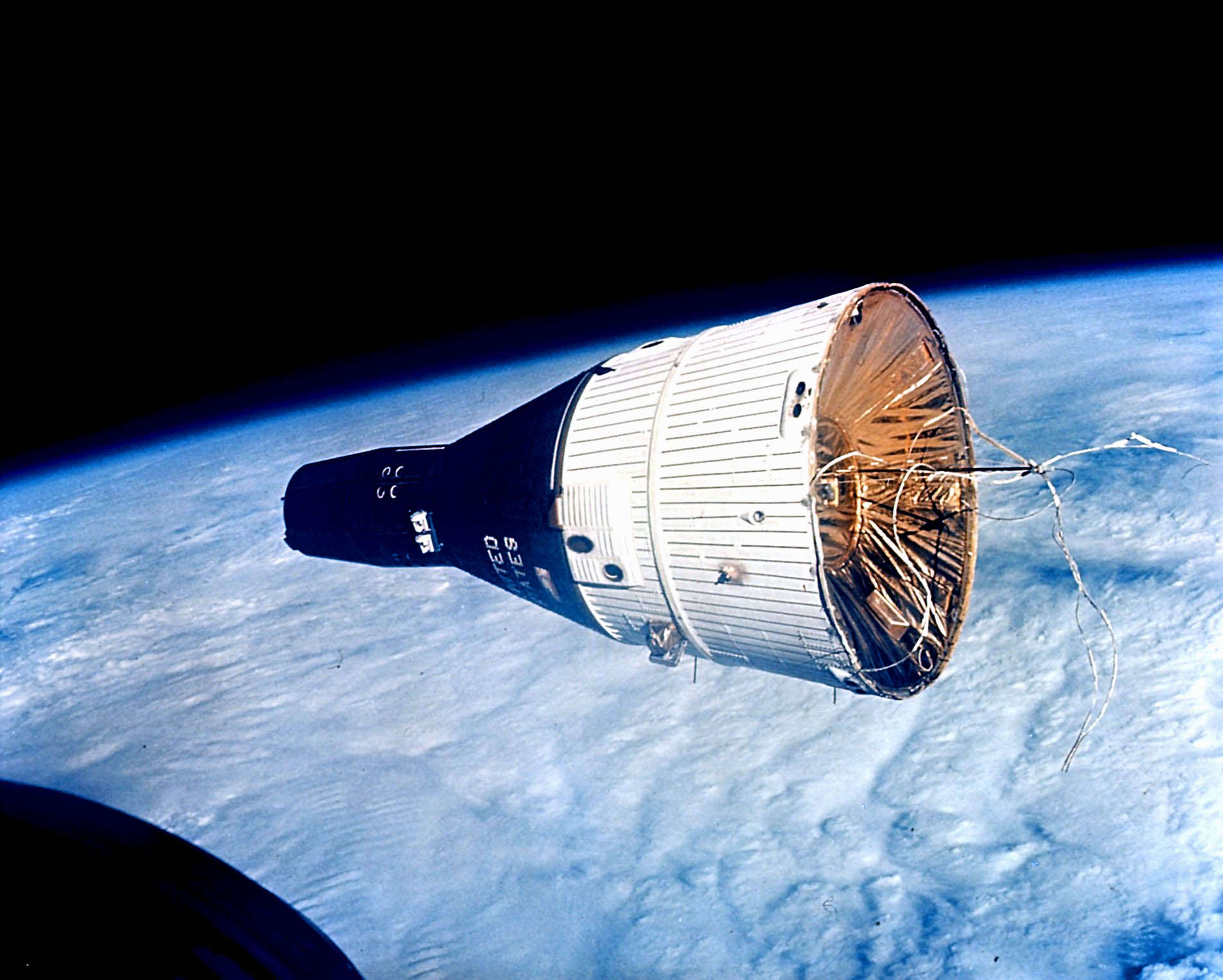
Gemini 7 i omloppsbana fotograferat av Gemini 6

Geminiprogrammet var Nasas andra huvudsakligen bemannade rymdprogram och höll på från 1963 till 1966. Farkosterna var en fortsättning på Mercuryprogrammet och hade som mål att förbereda inför Apolloprogrammet genom att utveckla dockningsmöjligheter och andra tekniker som behövdes för att landa på månen. Det gjordes 12 uppskjutningar varav 10 var bemannande. Geminikapslarna var något större än Mercurykapslarna och hade rum för två personer.
Geminiprogrammet skulle testa flerbemannad kapsel, rymdpromenad, långtidsflygning samt dockning i rymden mellan två olika farkoster som ett led inför Apolloprogrammet. Alla Geminifarkoster sköts upp med rymdraketen Titan II.

## Rymdfärdsstatistik
| Farkost             | Rymdfarare                          | Datum                  | Tid        | EVA      |
| ------------------- | ----------------------------------- | ---------------------- | ---------- | -------- |
| Gemini 1            | Obemannad                           | 8 - 12 april 1964      | (94:58:59) | 0:00:00  |
| Gemini 2            | Obemannad                           | 19 januari 1965        | (0:18:16)  | 0:00:00  |
| Gemini 3            | Virgil I. Grissom John W. Young     | 23 mars 1965           | 4:52:31    | 0:00:00  |
| Gemini 4            | James A. McDivitt Edward H. White   | 3 - 7 juni 1965        | 97:56:02   | 0:22:00  |
| Gemini 5            | L. Gordon Cooper Charles P. Conrad  | 21 - 29 augusti 1965   | 190:55:14  | 0:00:00  |
| Gemini 7            | Frank Borman Jim Lovell             | 4 - 18 december 1965   | 330:35:01  | 0:00:00  |
| Gemini 6            | Walter Schirra Thomas P. Stafford   | 15 - 16 december 1965  | 25:51:24   | 0:00:00  |
| Gemini 8            | Neil Armstrong David R. Scott       | 16 - 17 mars 1966      | 10:41:26   | 0:00:00  |
| Gemini 9            | Thomas P. Stafford Eugene A. Cernan | 3 - 6 juni 1966        | 72:20:50   | 2:07:00  |
| Gemini 10           | John W. Young Michael Collins       | 18 - 21 juli 1966      | 70:46:39   | 1:28:00  |
| Gemini 11           | Charles P. Conrad Richard F. Gordon | 12 - 16 september 1966 | 71:17:08   | 2:41:00  |
| Gemini 12           | Jim Lovell Buzz Aldrin              | 11 - 15 november 1966  | 74:34:31   | 5:30:00  |
| Totalt bemannad tid | Totalt bemannad tid                 | Totalt bemannad tid    | 949:50:46  | 12:08:00 |

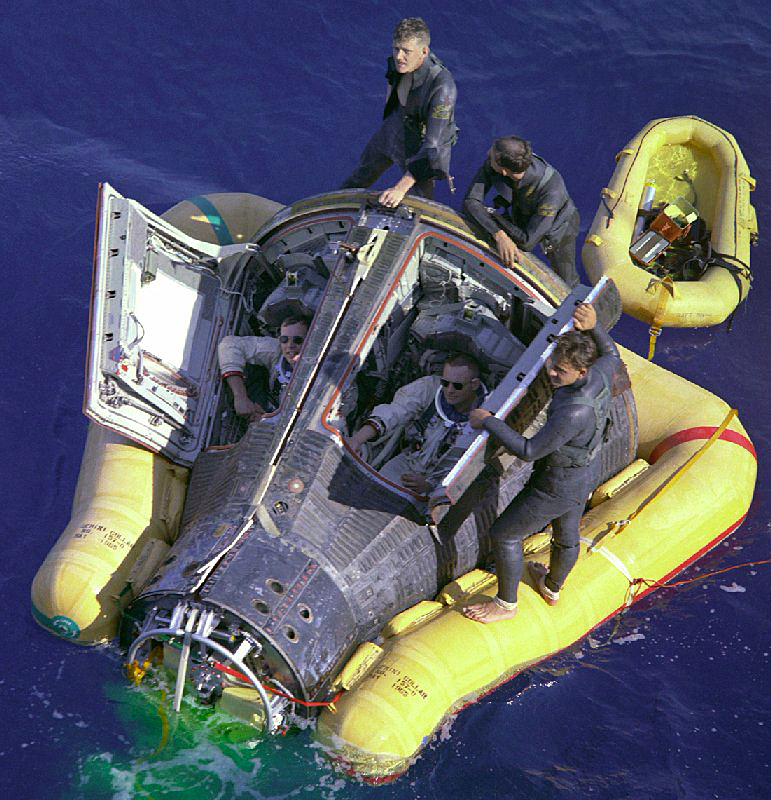
Gemini 8 i havet
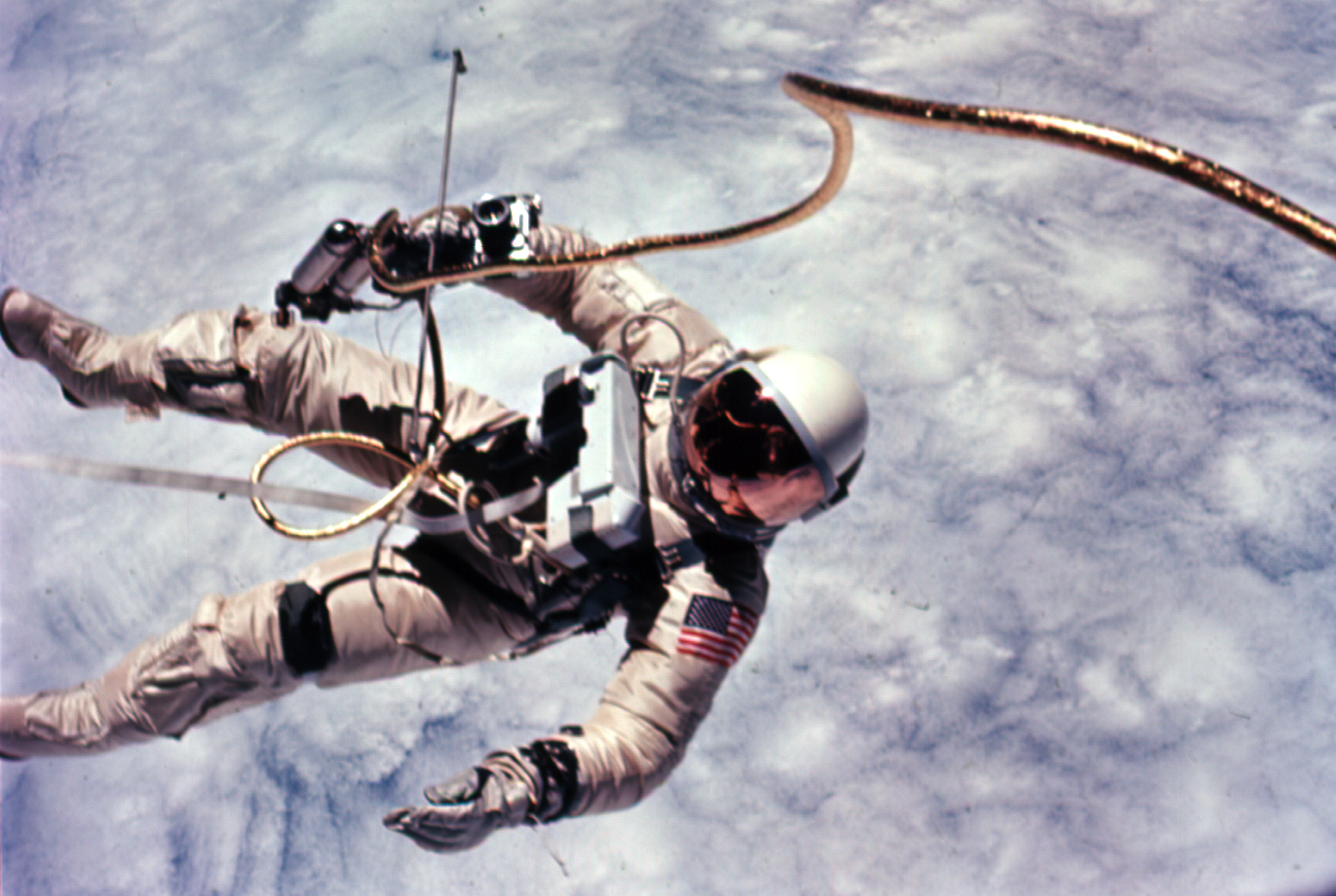
Edward White på rymdpromenad - Gemini 4
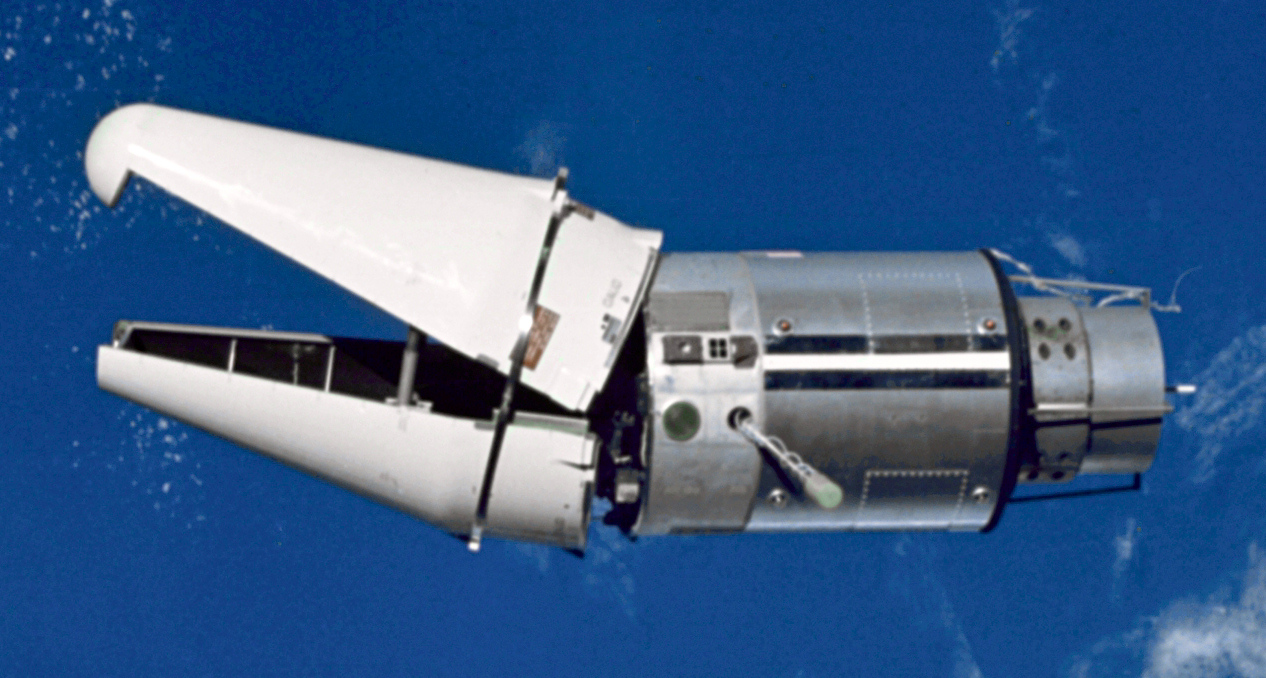
ATDA-målfarkost till Gemini 9
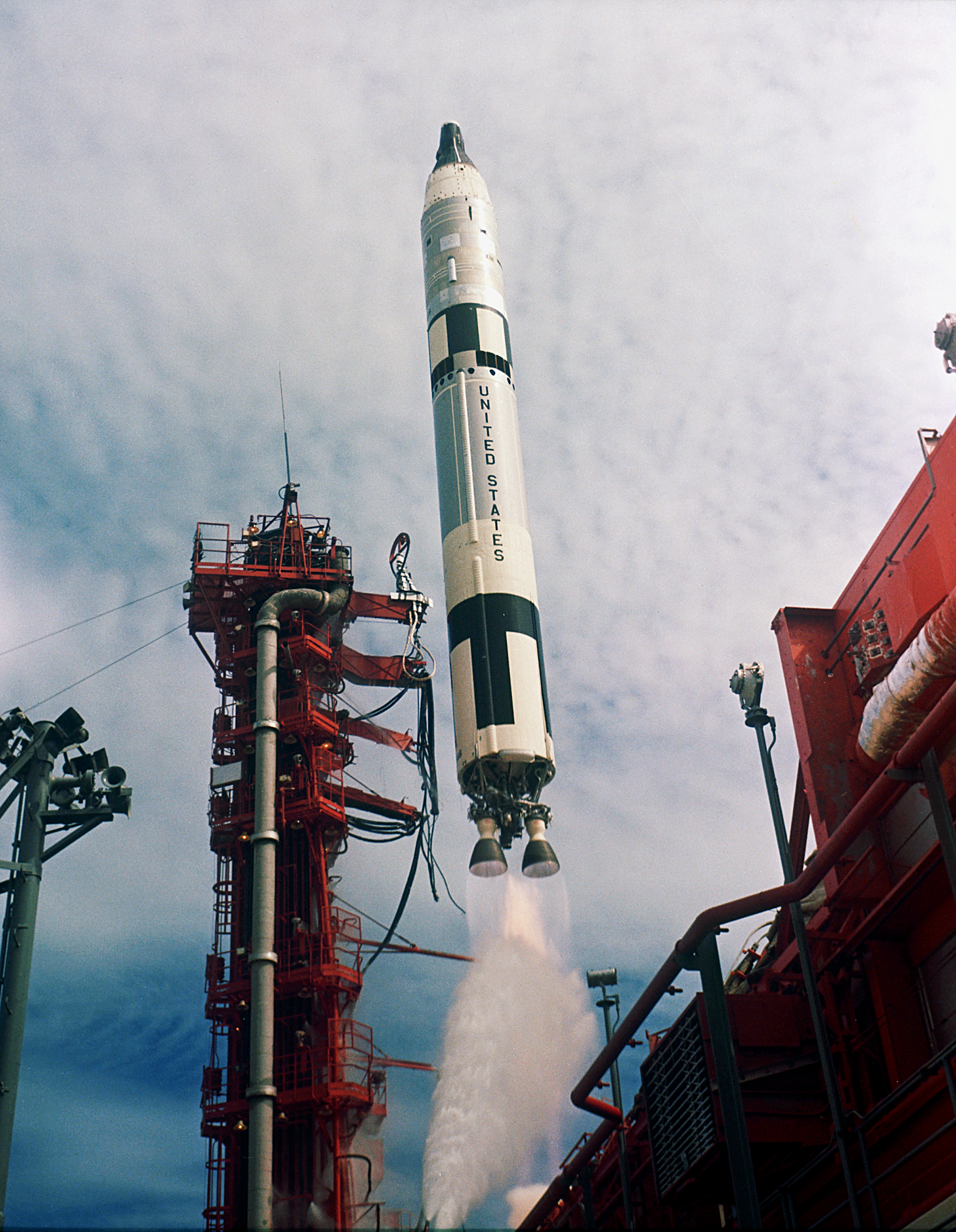
Gemini 11 uppskjutes av Titan II-raket